# Подбудите на Албисер
„Подбудите на Албисер“ (на немски: Albissers Grund) е роман от швейцарския писател Адолф Мушг (р.1934), публикуван през 1974 г.
Адолф Мушг е професор по литература в Цюрих и си е създал име на превъзходен разказвач с тънко чувство за отсенките в психологическия живот на героите, за често пъти несъзнаваните мотиви на тяхното поведение, за невидимите съдбоносни връзки с околните и „големия свят“.
„Подбудите на Албисер“ е четвърти роман на Адолф Мушг. Ако може да се изрази накратко неговата основна идея, това е душевното противоречие между житейските идеали и реалната действителност, в което изпада буржоазният интелектуалец от шестдесетте години на XX век. Всъщност темата е колкото стара, толкова и нова, но тя особено силно се интерпретира в съвременната швейцарска литература. Именно тук могат да се търсят допирни точки между творчеството на Адолф Мушг и това на Макс Фриш или Фридрих Дюренмат. Тази тема, подхваната още от „образователния роман“ на Готфрид Келер „Зеленият Хайнрих“, присъства трайно във всички произведения на Мушг.
Показателно е и обстоятелството, че след „Подбудите на Албисер“ той създава романизираната биография на Готфрид Келер, където разработва проблемите, залегнали в „Албисер“, но вече през призмата на историческата перспектива и през съдбата на една значителна фигура в швейцарската литература.
Самият роман „Подбудите на Албисер“ би могъл да носи като епиграф крилатата фраза „Не убиецът, а убитият е виновен“, макар тук опитът за убийство да има по-скоро символичен характер.
Своеобразен символ на съвременното швейцарско общество представлява и героят на романа, гимназиалният учител д-р Петер Албисер. Той произхожда от чиновническо семейство с пуритански нрави. Още в детството си Албисер загубва родителите си и възпитанието му е поето от лелята, която – в традицията на семейството – се заема усърдно да направи от него „човек“. Лелята заплаща на момчето следването му и очаква, че то ще прояви особено усърдие и настойчивост, но вместо това получава само разочарования.
Възпитанието
Външното развитие на Албисер преминава сякаш безконфликтно – след университета идва казармата, после учителското поприще. Но вътрешното му, душевно развитие е обременено от сериозни психически смущения. Младежът страда от своята посредственост – мотив, който е централен например за романа на Макс Фриш „Щилер“ – и се стреми да си намери някакво „медицинско“ оправдание – подлага се на всевъзможни изследвания, за да открие у себе си онази неизлечима болест, която възпрепятства вътрешното му израстване.
Подобно на Щилер от творбата на Макс Фриш, Петер Албисер потърсва спасение в брака, но и там претърпява поражение. После се увлича от политическите брожения в страната от края на шейсетте години, опитва се да намери себеосъществяване в протестните акции, но не може да постигне общ език с хората, произлизащи от друга социална среда.
Амбициите на Албисер в педагогическото поприще също се провалят поради закостенялостта на швейцарската образователна система. Така той постепенно се отказва от всякаква съпротива и лекува душевните си рани при един самозван психоаналитик и графолог. Това е Церут, тайнствена личност, шейсетгодишен чужденец с неизвестен произход, установил се след войната в Швейцария. Церут е пълна противоположност на Албисер, на съществуващия порядък в страната и тъкмо това привлича изтерзания гимназиален учител. Албисер се доверява напълно на стареца, в провежданите психоаналитични сеанси той разкрива докрай болезнената си същност. И въпреки че Церут само го изслушва, постепенно Албисер изпада в особена зависимост от него, започва да се чувства дори застрашен от стареца. И през една лятна вечер изпадналият в психическа криза гимназиален учител стреля по своя лечител – всъщност с този опит за убийство започва и романът.
Нападението
Адолф Мушг превежда читателя през всички разклонения на мотивите за това нападение. С необикновена вещина писателят разплита възела от невидими конфликти и противоречия, от амбивалентни състояния на привличане и отблъскване, на страх и гордост, на желания за самоубийство и пориви към убийство и пр. Сюжетното развитие на романа от този момент е без особено значение. Важното е, че самите съдебни следователи, които разследват случая, а с това олицетворяват и висшите управни инстанции на държавата, съзират вината не в Албисер, а в неговата жертва Церут. Чужденецът непрекъснато е представлявал някаква провокация срещу Албисер, срещу целия социален порядък в малката, буржоазно устроена Швейцария.
Церут също е своеобразен символ – той е онова, до което дребният, смазан от условностите на еснафския морал интелектуалец не може да се добере и затова го възприема като непрекъснат упрек срещу себе си и себеподобните си. Подбудите на Албисер да извърши този опит за убийство всъщност са подбуди на цялото му социално обкръжение – в очите на правосъдието той е оправдан, но не и в очите на читателите. Романът е едно предупреждение, подтик към лична равносметка и себеопределяне, към намиране на собствено отношение, на собствен стил на поведение в една външно стабилна, но вътрешно разклатена обществена система.
Романът на Адолф Мушг „Подбудите на Албисер“ е отличен в годината на излизането си с авторитетната литературна награда „Херман Хесе“.